# 김다나
김다나
김다나(본명: 김윤정, 1983년 11월 4일 ~ )는 대한민국의 가수다.

## 학력
- 구미대학교 피부미용테라피학과 (졸업)

## 음반
| 발매             | 제목                      | 비고 |
| ---------------- | ------------------------- | ---- |
| 2010년 1월 22일  | 정기적금                  |      |
| 2013년 3월 19일  | 2집 손 한번               |      |
| 2014년 8월 19일  | 트로트 스쿨               |      |
| 2014년 10월 22일 | 잠시만요                  |      |
| 2015년 10월 2일  | 손한번                    |      |
| 2016년 2월 24일  | 별들에게 물었죠           |      |
| 2017년 5월 22일  | 자시삼경 (子時三更)       |      |
| 2017년 9월 20일  | 자시삼경 (DJ Buddy Remix) |      |
| 2019년 8월 30일  | 미치겠네                  |      |
| 2021년 7월 3일   | 좌33우33                  |      |

## 방송
- 2020년 JTBC 《히든싱어6》- 장윤정 모창능력자
- 2020년 TV조선 《내일은 미스트롯2》
- 2021년 KBS1 《아침마당》- 5승 , 9672회 초대가수 출연
- 2021년 TV조선 《스타다큐 마이웨이》- 김다나
- 2021년 MBC 《쇼! 음악중심》
- 2021년 MBC 《기분 좋은 날》
- 2021년 MBN 《알토란》
- 2021년 MBN 《골든타임씨그날》
- 2021년 TV조선 《신청곡을 불러드립니다 - 사랑의 콜센터》
- 2021년 MBC FM4U 《오후의 발견》
- 2021년 SBS M 《더트롯쇼》
- 2023년 KBS1 《가요무대》 1824회
- 2025년 KBS1 《사랑의 가족》

## 수상
- 2008년 제8회 밀양아리랑가요제 대상 수상
- 2014년 MBC가요베스트 신인상
- 2016년 대한민국신문기자협회 한국을 빚낸 사람들 대상